# Jet Li
Jet Li (født Li Lianjie 26. april 1963 i Beijing, Kina) er en kinesisk kampsportsudøver, skuespiller, Wushu-mester og international filmstjerne.

## Biografi
Jet Lis fader døde da Jet var to år gammel. Hans mor sendte ham til Beijing Amateur Sports School da han var otte år gammel. Efter tre års intensiv træning vandt Li sit første nationale mesterskab for the Beijing Wushu Team. Efter at have trukket sig tilbage fra kampsporten som 17-årig forsatte han dog med at vinde stor hyldest i Kina som skuespiller. Hans første filmrolle i en engelsktalende film var som skurken i Dødbringende våben 4, men hans første Hollywood-film med høj hyldest var Romeo Must Die. Siden da har han haft premiere med sin seneste kampsportsstorfilm Fearless.

### Livet som atlet
Jet Li deltog i Wushu-sporten i en ikke-sparring disciplin. Han begyndte at træne Wushu på Beijing Wushu team, som er en atletikgruppe orienteret kampsportsformer under ''All China Games''. Som medlem af holdet modtog han wushu-træning og vandt dermed femten guldmedaljer og én sølvmedalje i Chinese wushu championships:
- 1974 — Youth National Athletic Competition: broadsword form guldmedalje, valgfri uden-våben form gold medal, alsidig guldmedalje;

- 1975 — Third Chinese Wushu Championships: long fist form guldmedalje, spyd-form sølvmedalje;

- 1977 — National Wushu Competition: long-fist form guldmedalje, broadsword form guldmedalje;

- 1978 — National Wushu Competition: long-fist form guldmedalje, valgfri uden-våben form guldmedalje, broadsword form guldmedalje, alsidig guldmedalje;

- 1979 — Fourth Chinese Wushu Championships: long-fist form guldmedalje, valgfri uden-våben form guldmedalje, broadsword form guldmedalje, sparring form guldmedalje, alsidig guldmedalje.

Alle sine valgfri uden-våbenform medaljer vandt han med en disciplin kaldet fanzi yingzhaoquan (翻子鷹爪拳, Fanzi eagle claw). Hans succes førte ham til PRC som dermed erklærede Jet Li for "National Treasure".

### Livet som skuespiller
Berømmelsen han modtog med sine flotte sportspræstationer førte ham til en karriere som en kampsportsfilmstjerne. Han begyndte at lave film i fastlands-Kina og forsatte til Hong Kong. Efter succes i Hong Kong, og efterfølgende kultstatus i Amerika, gjorde han karriere i amerikansk film. Han begyndte med hovedskurkerollen i Dødbringende våben 4, som også var hans første skurkerolle nogensinde. Hans første hovedrolle i en Hollywood-film var i Romeo Must Die
Som man nok vil forvente af en kampsportsudøver af hans kaliber, udfører han de fleste af sine egne stunts.

## Privatliv
I 1987 giftede Jet Li sig med Beijing Wushu Team medlem og Shaolin Temple serie medspiller Huang Quiyan. Sammen har de to børn. De blev skilt i 1990. Siden 1999 har han ægtet Nina Li Chi (født Li Zhi), en Shanghai-født, Hong Kong-baseret skuespillerinde. Han har også to børn med hende, Jane (født 2000) og Jada (født 2002).
Jet Li var på Maldiverne da tsunamien ramte under Jordskælvet i Det Indiske Ocean 2004. Det blev rapporteret at han døde under katastrofen, men i virkeligheden fik han blot en mindre fodskade, forårsaget af et stykke flydende møbel, som ramte ham, da han førte sin datter i sikkerhed.

## Filmografi
| År   | Engelsk titel                            | Kinsesisk titel      | Rolle                                    | Noter                                                                                |
| ---- | ---------------------------------------- | -------------------- | ---------------------------------------- | ------------------------------------------------------------------------------------ |
| 1982 | Shaolin Temple                           | 少林寺               | Jueh Yuan                                |                                                                                      |
| 1984 | Kids From Shaolin                        | 少林小子             | San Lung                                 |                                                                                      |
| 1986 | Born to Defence                          | 中華英雄             | Jet                                      | Directorial debut; a.k.a. Born to Defend (Australia) and Born to Defense (U.S.)      |
| 1986 | Martial Arts of Shaolin                  | 南北少林             | Zhi-ming                                 | a.k.a. Shaolin Temple 3: Martial Arts of Shaolin                                     |
| 1989 | Dragon Fight                             | 龍在天涯             | Jimmy Lee                                | a.k.a. Defector                                                                      |
| 1991 | Once Upon a Time in China                | 黃飛鴻               | Wong Fei-hung                            |                                                                                      |
| 1992 | Once Upon a Time in China II             | 黃飛鴻之二男兒當自强 | Wong Fei-hung                            |                                                                                      |
| 1992 | The Master                               | 龍行天下             | Jet                                      | Filmed in 1989 but released in 1992                                                  |
| 1992 | Swordsman II                             | 笑傲江湖之東方不敗   | Ling-wu Chung                            | a.k.a. The Legend of the Swordsman (U.S.)                                            |
| 1993 | Tai Chi Master                           | 太極張三豐           | Zhang Sanfeng                            | Also producer; a.k.a. Twin Warriors (U.S.)                                           |
| 1993 | Fong Sai-yuk                             | 方世玉               | Fong Sai-yuk                             | Also producer; a.k.a. The Legend                                                     |
| 1993 | Fong Sai-yuk II                          | 方世玉續集           | Fong Sai-yuk                             | Also producer; a.k.a. The Legend II                                                  |
| 1993 | Kung Fu Cult Master                      | 倚天屠龍記之魔教教主 | Cheung Mo-kei                            | Also producer; a.k.a. The Evil Cult (U.S.), Lord of the Wu Tang and Kung Fu Master   |
| 1993 | Last Hero in China                       | 黃飛鴻之鐵雞斗蜈蚣   | Wong Fei-hung                            | Also producer; a.k.a. Claws of Steel and Deadly China Hero                           |
| 1993 | Once Upon a Time in China III            | 黃飛鴻之三：獅王争霸 | Wong Fei-hung                            | A.k.a. The Invincible Shaolin                                                        |
| 1994 | The Bodyguard from Beijing               | 中南海保鑣           | Allan Hui Ching-yeung / John Chang       | Also producer; a.k.a. The Defender and Zhong Nan Hai bao biao                        |
| 1994 | Fist of Legend                           | 精武英雄             | Chen Zhen                                | Also producer                                                                        |
| 1994 | The New Legend of Shaolin                | 洪熙官之少林五祖     | Hung Hei-kwun                            | Also producer; a.k.a. Legend of the Red Dragon                                       |
| 1995 | High Risk                                | 鼠胆龍威             | Kit Li                                   | A.k.a. Meltdown                                                                      |
| 1995 | My Father Is a Hero                      | 給爸爸的信           | Kung Wei                                 | A.k.a. The Enforcer and Letter to Daddy                                              |
| 1996 | Black Mask                               | 黑俠                 | Michael / Simon / Tsui Chik / Black Mask | Released in 1999 in the U.S.                                                         |
| 1996 | Dr. Wai in "The Scripture with No Words" | 冒險王               | Chow Si-Kit                              | A.k.a. Adventure King and The Scripture With No Words                                |
| 1997 | Once Upon a Time in China and America    | 黃飛鴻之西域雄獅     | Wong Fei-hung                            | A.k.a. Once Upon a Time in China IV                                                  |
| 1998 | Hitman                                   | 殺手之王             | Fu                                       | A.k.a. The Hitman and The Contract Killer                                            |
| 1998 | Lethal Weapon 4                          | 致命武器4            | Wah Sing-Ku                              |                                                                                      |
| 2000 | Romeo Must Die                           | 致命羅密歐           | Han Sing                                 |                                                                                      |
| 2001 | The One                                  | 最後一強             | Gabe Law / Gabriel Yulaw / Lawless       |                                                                                      |
| 2001 | Kiss of the Dragon                       | 龍之吻               | Inspector Liu 'Johnny' Jian              | Also associate producer                                                              |
| 2002 | Hero                                     | 英雄                 | Nameless                                 | Released in 2004 in the U.S.                                                         |
| 2003 | Cradle 2 the Grave                       | 同盜一擊             | Duncan Su                                |                                                                                      |
| 2005 | Unleashed                                | 不死狗 (鬪犬)        | Danny                                    | Also producer; a.k.a. Danny the Dog                                                  |
| 2006 | Fearless                                 | 霍元甲               | Huo Yuanjia                              | Also producer and presenter; a.k.a. Legend of a Fighter (Hong Kong)                  |
| 2007 | The Warlords                             | 投名狀               | Pang Qingyun                             |                                                                                      |
| 2007 | War                                      | 玩命對戰             | Rogue / Victor Shaw                      | a.k.a. Rogue Assassin and Rogue                                                      |
| 2008 | The Forbidden Kingdom                    | 功夫之王             | Sun Wukong The Monkey King / Silent Monk |                                                                                      |
| 2008 | The Mummy: Tomb of the Dragon Emperor    | 盜墓迷城3            | Emperor Han                              |                                                                                      |
| 2009 | The Founding of a Republic               | 建國大業             | Chen Shaokuan                            | A.k.a. Jian Guo Da Ye, Founding of the Nation and Lofty Ambitions of Nation Building |
| 2010 | Ocean Heaven                             | 海洋天堂             | Sam Wong                                 |                                                                                      |
| 2010 | The Expendables                          | 浴血任務             | Yin Yang                                 |                                                                                      |
| 2011 | The Sorcerer and the White Snake         | 白蛇傳說之法海       | Reverend Fahai                           |                                                                                      |
| 2011 | Flying Swords of Dragon Gate             | 龍門飛甲             | Chow Wai-On                              |                                                                                      |
| 2012 | The Expendables 2                        | 敢死队2              | Yin Yang                                 |                                                                                      |
| 2013 | Badges of Fury                           | 不二神探             | Huang Feihong                            |                                                                                      |
| 2014 | The Expendables 3                        | 敢死队3              | Yin Yang                                 |                                                                                      |
| 2016 | League of Gods                           | 封神榜               | Jiang Ziya                               |                                                                                      |
| 2017 | Gong Shou Dao                            | 功守道               | Old Servant                              | Also producer                                                                        |
| 2020 | Mulan                                    | 花木蘭               | Kejseren af Kina                         |                                                                                      |